# Lissochlora pectinifera
Lissochlora pectinifera là một loài bướm đêm trong họ Geometridae.